# Silver Bay
Silver Bay és una població dels Estats Units a l'estat de Minnesota. Segons el cens del 2000 tenia 2.068 habitants.

## Demografia
Segons el cens del 2000, Silver Bay tenia 2.068 habitants, 844 habitatges, i 589 famílies. La densitat de població era de 103,4 habitants per km².
Dels 844 habitatges en un 28,2% hi vivien nens de menys de 18 anys, en un 59,8% hi vivien parelles casades, en un 7,1% dones solteres, i en un 30,1% no eren unitats familiars. En el 27,6% dels habitatges hi vivien persones soles el 14,3% de les quals corresponia a persones de 65 anys o més que vivien soles. El nombre mitjà de persones vivint en cada habitatge era de 2,35 i el nombre mitjà de persones que vivien en cada família era de 2,85.
Per edats la població es repartia de la següent manera: un 24,4% tenia menys de 18 anys, un 4,3% entre 18 i 24, un 23,4% entre 25 i 44, un 20,8% de 45 a 60 i un 27,2% 65 anys o més.
L'edat mediana era de 44 anys. Per cada 100 dones de 18 o més anys hi havia 105,8 homes.
La renda mediana per habitatge era de 36.524 $ i la renda mediana per família de 41.667 $. Els homes tenien una renda mediana de 40.655 $ mentre que les dones 25.809 $. La renda per capita de la població era de 16.958 $. Entorn del 5,3% de les famílies i el 6,8% de la població estaven per davall del llindar de pobresa.

## Poblacions més properes
El següent diagrama mostra les poblacions més properes.